# Japansko more
Japansko more (još i Istočno more) rubno je more zapadnog Tihog oceana, koje se nalazi između Japana, Koreje, Sjeverne Koreje i Rusije. Površine je oko 1.000.000 km². Otok Sahalin i glavno kopno Rusije omeđuju more na sjeveru, Korejski poluotok na zapadu, a japanski otoci Hokkaido, Honshū i Kyushu na istoku i jugu. 
Prosječna mu je dubina 1.530 m (najveća oko 4.000 m), temperatura površinskoga sloja vode kreće se zimi od 0 °C na sjeveru do 12 °C na jugu, a ljeti od 17 do 26 °C. Prosječna slanost iznosi 34 promila.